# Кузнецов, Александр Михайлович (Герой Советского Союза)
Алекса́ндр Миха́йлович Кузнецо́в (19 июня 1922, с. Растригино, Гороховецкий уезд, Владимирская губерния — 15 апреля 2022, Нижний Новгород) — Герой Советского Союза (1943), ветеран Великой Отечественной войны. Кандидат экономических наук. Последний Герой Советского Союза, живший в Нижегородской области.

## Биография
Родился 19 июня 1922 года в селе Расстригино Фоминского района (ныне Гороховецкого района Владимирской области). В 1927 году с родителями переехал в посёлок Чернораменка Балахнинского района Горьковской области. С 1932 по 1941 год учился в Чернораменской средней школе. В июне 1941 года окончил среднюю школу.

### Период Великой Отечественной войны
В июле 1941 года Балахнинским райвоенкоматом Горьковской области был направлен во Фрунзенское военное пехотное училище.
На фронтах Великой Отечественной войны с апреля 1942 года. Воевал на Брянском, Центральном, 1-м, 2-м Украинских и 1-м Белорусском фронтах. Сначала был командиром взвода батальонных миномётов, затем командовал ротой противотанковых ружей. Участвовал в битве на Курской дуге, форсировал реки Десну, Припять, Днепр.
11 сентября 1943 года в числе первых форсировал реку Десна в районе села Оболонье (Коропский район Черниговской области), участвовал в отражении танковой контратаки. Организовал стойкую оборону и в ходе боя лично подбил 3 танка.
25 сентября при переправе через реку Припять у села Кошевка (Чернобыльский район Киевской области) рота отразила атаку шести вражеских танков. Кузнецов противотанковыми гранатами подбил два из них. Полк удержал свои позиции, но оказался во временном окружении. Прорвав кольцо, группа бойцов, в которой был и Кузнецов, ушла к партизанам.

Указом Президиума Верховного Совета СССР от 16 октября 1943 года за героизм, мужество, находчивость, умелое руководство подразделением при форсировании Днепра, удержание плацдарма в течение пяти суток старшему лейтенанту Кузнецову Александру Михайловичу присвоено звание Героя Советского Союза с вручением ордена Ленина (№ 13551) и медали «Золотая Звезда» (№ 2049).

В дальнейшем капитан А. М. Кузнецов участвовал в боях за освобождение Правобережной Украины. В марте 1944 года в бою под городом Тернополем был тяжело ранен и контужен. Лечился в госпитале в городе Саратове, затем дома у родителей. После лечения в 1945 году по состоянию здоровья уволен в запас.

### В отставке
С 1945 года капитан Кузнецов в запасе.
В 1949 году окончил Горьковский сельскохозяйственный институт. Три года работал старшим агрономом МТС в Мордовской АССР.
С 1952 по 1954 год — аспирант сельскохозяйственного института. Затем четыре года руководил колхозом «Искра» в Кстовском районе.
С 1965 года преподавал в Горьковском сельскохозяйственном институте, кандидат экономических наук, заместитель декана экономического факультета.
Скончался в Нижнем Новгороде 15 апреля 2022 года, не дожив двух месяцев до своего 100-летия. Похоронен с воинскими почестями на кладбище «Марьина роща».

## Награды и звания
- Медаль «Золотая Звезда» Героя Советского Союза № 2049 (16.10.1943);
- Орден Ленина (16.10.1943);
- Орден Отечественной войны 1-й степени (11.03.1985);
- Орден Красной Звезды (02.03.1943);
- Медаль «За боевые заслуги» (17.10.1942)[4];
- Медаль «За победу над Германией в Великой Отечественной войне 1941—1945 гг.»;
- Медали СССР;
- Медали РФ;
- Почётный гражданин Нижегородской области (2004).

## Память
- В селе Фоминки Гороховецкого района Владимирской области установлен бюст Героя.
- На родине Героя, в селе Растригино Гороховецкого района Владимирской области, установлен памятный знак.
- В 1978 году на здании Чернораменской средней школы открыта мемориальная доска памяти Кузнецова Александра Михайловича.
- В мае 2007 года к празднованию 62-й годовщины Победы в Нижегородской государственной сельскохозяйственной академии открыта мемориальная доска памяти Кузнецова Александра Михайловича.
- В 2018 году на территории НГСХА разбит сквер имени А. М. Кузнецова, ведутся работы по установке бюста Героя.
- Студенты Нижегородской государственной сельскохозяйственной академии сняли документальный фильм о судьбе Александра Михайловича, который видел и оценил сам Герой Советского Союза, неоднократно встречавшийся с молодёжью своего вуза.